# Farah Fath
Farah Fath (Lexington (Kentucky), 1 mei 1984) is een Amerikaanse actrice. Ze speelde onder meer van 1999 tot en met 2007  Mimi Lockhart in de soapserie Days of our Lives. Ze was de dochter van Bonnie Lockhart en de zus van Patrick Lockhart. Ze was de tweede actrice die deze rol speelde.
Fath verliet The Days Of Our Lives in februari 2007 en voegde zich in oktober 2007 bij de cast van de ABC-soap One Life to Live als het personage Gigi Morasco.
Ze was vijf jaar oud toen ze besloot om in de 'show-business' te gaan werken. In 1995 werd Farah bekroond tot "Miss Kentucky Preteen".
Ze verscheen in verschillende reclamespotjes. In 1999 Farh ging naar L.A. voor haar eerste auditie.